# Liste der Kellergassen in Hohenruppersdorf
Die Liste der Kellergassen in Hohenruppersdorf führt die Kellergassen in der niederösterreichischen Gemeinde Hohenruppersdorf an.
| Foto |                 | Kellergasse                        | Standort                      | Beschreibung |
| ---- | --------------- | ---------------------------------- | ----------------------------- | --- |
| BW   | Datei hochladen | Kellergasse                        | KG: Hohenruppersdorf Standort | Die beidseitige Kellergasse liegt im südlichen Hintaus. Schmidbaur zählte auf 550 Metern Länge 73 Gebäude, davon fünf Um- oder Neubauten. Die Keller sind überwiegend in Schildmauerform, mehr als die Hälfte ist erneuerungsbedürftig. Die älteste Datierung ist von 1748. |
| BW   | Datei hochladen | Matzner Straße (Obere Hauptstraße) | KG: Hohenruppersdorf Standort | Die beidseitige Einzelkellergasse liegt in einem Graben am östlichen Ortsrand. Auf 450 Metern Länge befinden sich 74 Gebäude, davon 13 Um- oder Neubauten teils mit Wohnnutzung, und vier Scheunen. Etwa die Hälfte der Keller ist traufständig, mehr als ein Drittel ist erneuerungsbedürftig. Die älteste Datierung ist von 1932. |
| BW   | Datei hochladen | Wiener Straße                      | KG: Hohenruppersdorf Standort | Das Kellergassensystem liegt am südwestlichen Ortsrand. Es besteht aus einigen Kellern am Rand der linken Vorstadt bzw. Am Hirschberg, einer beidseitigen Kellergasse in einem Hohlweg und einer einseitigen Kellerreihe an einer Geländekante. Auf einer Länge von 530 Metern befinden sich 86 Gebäude, davon neun Um- oder Neubauten und drei Scheunen. Die Keller sind mehrheitlich in Schildmauerform oder traufständig. Etwa die Hälfte ist erneuerungsbedürftig oder verfallen. Die älteste Datierung ist von 1891. |

| Foto:                    | Fotografie der Kellergasse (Gesamtheit). Klicken des Fotos erzeugt eine vergrößerte Ansicht. Daneben finden sich zwei Symbole: \| Weitere Bilder vorhanden \| Das Symbol bedeutet, dass weitere Fotos des Objekts verfügbar sind. Durch Klicken des Symbols werden sie angezeigt. \| \| Eigenes Foto hochladen \| Durch Klicken des Symbols können weitere Fotos des Objekts in das Medienarchiv Wikimedia Commons hochgeladen werden. \| |
| Name:                    | Bezeichnung der Kellergasse |
| Standort:                | Es ist die Katastralgemeinde (KG) angegeben. Durch Aufruf des Links Standort wird die Lage der Kellergasse in verschiedenen Kartenprojekten angezeigt. |
| Beschreibung             | Kurze Beschreibung der Kellergasse |
| Weitere Bilder vorhanden | Das Symbol bedeutet, dass weitere Fotos des Objekts verfügbar sind. Durch Klicken des Symbols werden sie angezeigt. |
| Eigenes Foto hochladen   | Durch Klicken des Symbols können weitere Fotos des Objekts in das Medienarchiv Wikimedia Commons hochgeladen werden. |